# 迪特马尔·席勒
迪特马尔·席勒（德語：Dietmar Schiller，20世纪—），德国男子赛艇运动员。他曾代表东德参加世界赛艇锦标赛，获得二枚金牌、一枚银牌和一枚铜牌。他也在1984年友谊运动会上获得一枚铜牌。